# Barrela
Barrela é uma peça teatral escrita por Plínio Marcos em 1958, baseada em fatos reais ocorridos numa prisão da cidade de Santos.

## História
A peça foi censurada e só foi liberada com a abertura política, em 1978. O filme Barrela, de 1990, dirigido por Marco Antonio Cury, foi baseado na peça.[carece de fontes?]

## Adaptações
Em 2022, a peça foi adaptada para os quadrinhos no romance gráfico homônimo, de autoria de João Pinheiro.